# Модзалевский, Василий Семёнович
Василий Семёнович Модзалевский (1772—1855) — подполковник, командир Стародубовского кирасирского полка, участник Наполеоновских войн.

## Биография
Родился в 1772 году в деревне Булашевой Стародубского уезда, происходил из дворян Екатеринославской губернии, сын помещика Семёна Ивановича Модзалевского.
14 сентября 1784 года записан рядовым в лейб-гвардии Семёновский полк. Явился в строй в 1791 году и принимал участие в кампании против турок в Молдавии и Валахии, за отличие 13 апреля 1792 года и был произведён в капралы.
1 января 1793 года переведён корнетом в Орденский кирасирский полк, в составе которого в 1794 году сражался в Польше против повстанцев Костюшко, отличился в сражении при Поповцах. 9 октября 1798 года получил чин поручика.
В 1805 году Модзалевский сражался с французами в Австрии и за отличие был 21 сентября 1806 года произведён в штабс-ротмистры.
В 1806—1807 годах Модзалевский находился в делах в Восточной Пруссии. 14 декабря 1806 года он сражался под Голымином, 21 января 1807 года — под Алленштейном, 26 и 27 января — в битве при Прейсиш-Эйлау, где получил контузию в грудь и правое плечо. За отличие в сражении 24 мая при Петерсдорфе Модзалевский был 26 мая произведён в ротмистры и при особом рескрипте от 18 мая 1808 года был награждён орденом св. Анны 3-й степени. Затем он сражался при Гуттштадте и Гейльсберге и наконец завершил эту кампанию в битве под Фридландом, за что 20 мая 1808 года был награждён золотой шпагой с надписью «За храбрость».
В 1809 году, во время войн Австрии с Францией и России с Турцией, Модзалевский находился в Галиции в составе войск, назначенных для прикрытия границы. 24 августа 1810 года он получил чин майора и 21 ноября 1811 года уволен за ранами в отставку с производством в подполковники.
Начавшаяся Отечественная война 1812 года вновь призвала Модзалевского к военной службе, однако в военных действиях при изгнании Наполеона ему принять участие не довелось, поскольку на него было возложено формирование в Малороссии ополченческих частей и резервов для действующей армии. 20 июня 1813 года он был зачислен подполковником в Стародубовский кирасирский полк и лишь в январе 1814 года проследовал через Польшу и Германию во Францию, где принял участие в завершающих делах войны шестой коалиции.
19 июня 1815 года Модзалевский был назначен командиром Стародубовского кирасирского полка и представлял свой полк на смотре союзных войск в Вертю, вернулся в Россию в конце того же года. 24 мая 1816 года Модзалевский был отставлен от занимаемой должности и зачислен по армейской кавалерии, но сдал полк следующему командиру 16 июля 1817 года. 12 декабря 1817 года за беспорочную выслугу 25 лет в офицерских чинах был награждён орденом св. Георгия 4-й степени (№ 3339 по кавалерскому списку Григоровича — Степанова). 10 апреля 1818 года уволен в отставку тем же чином.
Скончался Модзалевский 27 сентября 1855 года в своём имении Новая Каюта в Бахмутском уезде.